# 鄭孝胥
鄭 孝胥（てい こうしょ、1860年5月2日〈咸豊10年閏3月12日〉- 1938年〈康徳5年〉3月28日）は、清末の官僚・満洲国の政治家・書家。字は太夷、号は蘇戡（そかん）・蘇盦（そあん）等。満洲国の初代国務院総理（首相）。本貫は福建省福州府閩県。江蘇省蘇州府呉県に生まれる。曾祖父は袁州府知府鄭鵬程。祖父は鄭世倌。叔祖父は鄭世恭。父は鄭守廉。弟は鄭孝檉。光緒8年（1882年）福建省の科挙において解元に中第（郷試第一名）。

## プロフィール
鄭孝胥のそれまでの人生を大きく変える契機は、晩年である1924年に愛新覚羅溥儀について総理内務府大臣に就任した時と言える。既に溥儀自身は1912年に退位宣言をしており、清朝は滅亡していたが、清室優待条件によって大清皇帝の尊号と紫禁城に居住することが認められており、宮廷機構も維持していた。鄭孝胥は溥儀の師傅である陳宝琛の推挙によって溥儀に仕えるようになり、宮廷財産の整理にあたった。当時の宮廷は清代以来の皇室の家政機関である内務府によって運営されていたが、内務府の運営は浪費が著しく、年々支払いが滞るようになった民国政府からの清室優待経費のなかでのやり繰りは困難を極めた。溥儀は成人すると内務府の整理に取り組み、それを任せられたのが鄭孝胥だった。鄭孝胥は総管内務府大臣の役職を与えられ、内務府の人員や資産整理にあたったが、旧来の内務府の官員とは度々衝突した。
彼は溥儀の忠臣として尽くし、溥儀の紫禁城退去の際にも付き従った。日本軍の庇護下に入りつつも、その復権のために奔走する。一説にはこの時期、鄭孝胥の仕官を勧める口はいくらもあったが、頑なに拒んだという。
満洲国建国に際して、溥儀と一緒に満州へ渡った。初代国務院総理として溥儀を支えたが、「我が国はいつまでも子供ではない」と実権を握る関東軍を批判する発言を行ったことから、半ば解任の形で辞任に追い込まれた。
辞任後も憲兵の監視下に置かれ、建国功労金の引き出しを銀行に拒否されたり国内旅行が自由にできないなど、不遇な晩年を過ごした。

## 略歴
- 清朝において、大阪総領事・総理衙門章京・京漢鉄道南段総弁・広東按察使・湖南布政使等を歴任
- 上海商務印書館（官営の出版機構）の支配人
- 上海儲蓄銀行重役
- 上海で復辟派の西本省三（西本白川）らとともに春申社をつくる
- 1924年 総理内務府大臣に就任
- 1924年11月 紫禁城を退去。溥儀に従って日本軍の庇護下に入る
- 1932年3月9日 満洲国建国に伴い、初代国務院総理（総理大臣に相当）に就任
- 1932年7月6日 文教部総長（文部大臣に相当）を兼務
- 1934年3月1日 満洲国の帝政移行に伴い、国務総理大臣（総理大臣に相当）に就任。文教部大臣（文部大臣に相当）を兼務
- 1935年5月21日 国務総理大臣・文教部大臣を辞任
- 1938年3月 逝去
- 1938年4月 満洲国国葬

## エピソード
- 中国服を着用し、洋服を着ようとしなかった。溥儀が北京脱出の折に乗船した際、記念撮影のため洋服を着たのが唯一の例である。なお、洋服一式は長男の鄭垂から借用した。
- 能筆家であり、詩にも優れていた。現在の中国の「交通銀行」の字も彼の揮毫である。

## 親族
- 長男：鄭垂 - 満洲航空社長を歴任。
- 次男：鄭禹 - 奉天市市長、駐タイ満洲国公使を歴任。1954年、漢奸として処刑される。
  - 鄭禹の妻：伍麗芳 - 伍廷芳の娘。
  - 孫（鄭禹の長男）：鄭広元（1907年 - 1994年） - 溥儀の二番目の同母妹の韞龢と結婚。
  - 孫（鄭禹の次男）：鄭子罕（1913年 - 1966年） - 日系アメリカ人のユキコ・ルシール・デービスと結婚。結婚した当時、日満親善結婚と新聞に報じられた。